# Linaria ficalhoana
Linaria ficalhoana är en grobladsväxtart som beskrevs av Georges Rouy. Linaria ficalhoana ingår i släktet sporrar, och familjen grobladsväxter. Inga underarter finns listade i Catalogue of Life.